# Djalka
Djalka (en rus: Джалка) és un poble de la república de Txetxènia, a Rússia, segons el cens del 2022 tenia 9.217 habitants.